# Waarschoot

Waarschoot trên bản đồ Ferraris (khoảng năm 1775)

Waarschoot là một đô thị located trong tỉnh Oost-Vlaanderen, ở Bỉ. Đô thị này chỉ bao gồm các thị xã Waarschoot proper. Tại thời điểm ngày 1 tháng 1 năm  2006 Waarschoot có tổng dân số 7.805 người. Tổng diện tích là 21,91 km² với mật độ dân số là 356 người trên mỗi km².